# مرکز خرید زورلو سنتر
مرکز زورلو (به انگلیسی: Zorlu Center ) یک مجتمع چند منظوره در منطقه بشیکتاش استانبول، ترکیه است که شامل یک مرکز خرید مجلل، یک هتل پنج ستاره رافلز، یک سینمای ماکسیم، و همچنین مجتمع مسکونی و واحدهای اداری است. در Zorlu PSM، بزرگترین مرکز هنرهای نمایشی در کشور، و همچنین اولین فروشگاه اپل در کشور ترکیه نیز قرار گرفته است.1

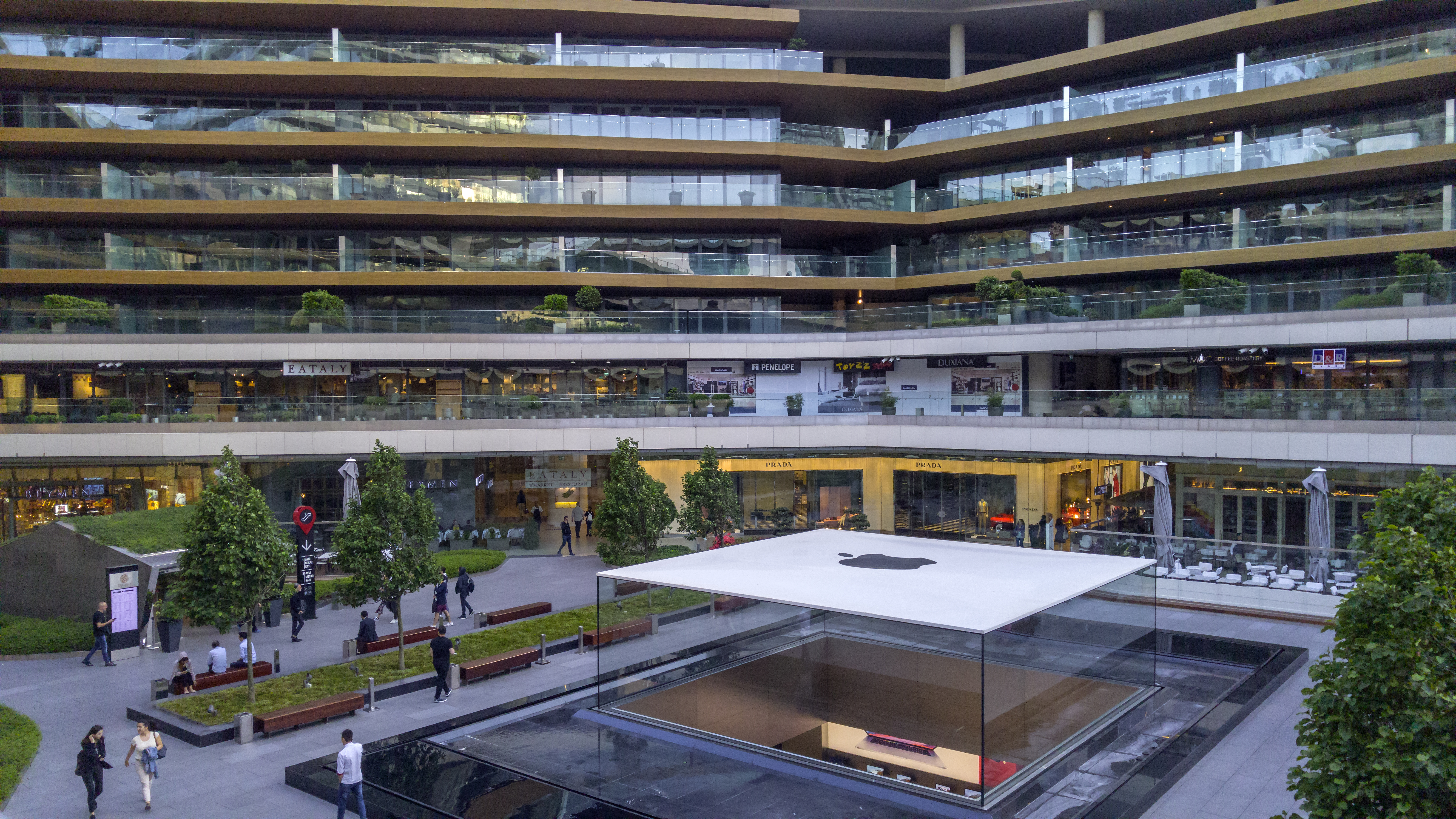
زورلو سنتر

این مرکز که در سال 2013 با طرحی توسط معماران امره آرولات و معماران تابانلی اوغلو ساخته شده است، در محل اتصال بخش اروپایی استانبول در نزدیکی پل بسفر و خیابان بویوکدره، که از مناطق تجاری مرکزی منطقه لونت و ماسلاک می گذرد، واقع شده است.

## تاریخچه
در یک حراج عمومی در سال 2007، املاک و مستغلات Zorlu، یکی از شرکت های تابعه Zorlu Holding، بالاترین پیشنهاد (800 میلیون دلار آمریکا) را برای خرید زمینی در تقاطع O-1 - در محل اتصال  بخش اروپایی پل بسفر و خیابان Büyükdere ارائه کرد. 2 متعاقباً «مسابقه معماری و طراحی شهری مرکز زورلو» را برای طرح های مفهومی و طرحی اعلام کرد. بیش از 100 شرکت درخواست دادند و 13 شرکت برای شرکت در مسابقه انتخاب شدند که معماران تابانلی اوغلو و معماران امره آرولات پیشنهاد برنده را ارائه کردند. 3  ساخت این پروژه نیز در سال 2013 به پایان رسید.

## معماری
این مرکز یک گروه ساختاری متشکل از چهار برج است که شامل یک مرکز عمومی، بخش مسکونی، هتل و فضای اداری است. طرح ساخت این مجتمع با درک مدرن از معماری و بر اساس مفهوم یک میدان شهری تاریخی، که شامل خطوط هندسی جسورانه و  فضای سبز وسیع  است شکل گرفته است.[5]

## مرکز خرید
مرکز خرید شامل بیش از 200 مغازه، 40 کافه و رستوران است.[6] این فروشگاه ها شامل فروشگاه های مارک های لوکس مانند Beymen، Atelier Rebul، Vakko، COS، Moncler، Bulgari، Pomellato، Louis Vuitton، Fendi، Lanvin، Dior، Miu Miu، Burberry، Tory Burch، Michael Kors و Valentino، و همچنین اولین فروشگاه اپل در ترکیه است. [7] همچنین بزرگ‌ترین فروشگاه Beymen در مساحتی حدود 10000 متر مربع (110000 فوت مربع) را پوشش می‌دهد که پر از هر کالای مد روزی است که می‌توان تصور کرد. در این مرکز خرید از لباس‌های آماده تا مد لباس، لوازم آرایشی تا لوازم خانگی، لباس‌های مردانه تا زنانه، لوازم جانبی تا کتاب‌ها و سایر امکانات در این مرکز خرید وجود دارد.[5]  Atelier Rebul که متعلق به Rebul، قدیمی ترین داروخانه استانبول است و بوتیکی است که محصولات زیبایی ساخته شده خاص، از جمله اسطوخودوس، چای سبز، یا یاس را به فروش می رساند نیز در این مرکز خرید قرار گرفته است.
مرکز زورلو همچنین دارای رستوران‌ها و کافه‌های بین‌المللی متعددی است، از جمله Eataly، Jamie’s Italian، و Tom’s Kitchen.[5] همچنین رستوران مورینی متعلق به گروه AltaMarea در این هتل قرار دارد که با سرآشپز مایکل وایت غذاهای ایتالیایی و مدیترانه ای سرو می کند.

## هتل
مقاله اصلی: Raffles Istanbul
هتل و اسپای رافلز استانبول در سپتامبر 2014 افتتاح شد. این هتل دارای 3 رستوران، 49 سوئیت و 136 اتاق مهمان است.

## مرکز هنرهای نمایشی زورلو
مقاله اصلی: Zorlu PSM
Zorlu PSM، بزرگترین مرکز هنرهای نمایشی در شهر است که توسط Nederlander Worldwide Entertainment توسعه داده شد. این مرکز دارای یک سالن تئاتر با 770 صندلی و همچنین یک سالن کنسرت با 2300 صندلی است.